# Campeonatos Mundiales de Snooker de 1964 a 1968
Desde su creación en 1927, el Campeonato Mundial de Snooker se jugó durante dos décadas bajo un sistema de eliminación directa, pero entre 1964 y 1968 se defendió en siete desafíos diferentes. Tras el hiato que siguió a la celebración del World Professional Match-play Championship de 1957, y por iniciativa de Rex Williams, la competición se revivió con la premisa de celebrar partidos de exhibición en los que el vigente campeón se midiese con jugadores destacados. Con la organización del Billiards and Snooker Control Council, John Pulman, campeón de 1957, se enfrentó en siete ocasiones a otros jugadores y logró en todas ellas retener el título a lo largo de cinco años, hasta que, ya en 1969, la competición volvió a seguir un formato de eliminatorias.

## Historia

### Desafíos
| Fecha                        | Campeón     | Resultado | Desafiador        | Sede                           | Tacada más alta | Referencias   |
| ---------------------------- | ----------- | --------- | ----------------- | ------------------------------ | --------------- | ------------- |
| abril de 1964                | John Pulman | 19-16     | Fred Davis        | Burroughes Hall (Londres)      | 112 de Pulman   | [ 7 ]         |
| octubre de 1964              | John Pulman | 40-33     | Rex Williams      | Burroughes Hall (Londres)      | 107 de Williams | [ 7 ]         |
| marzo de 1965                | John Pulman | 37-36     | Fred Davis        | Burroughes Hall (Londres)      | —               | [ 8 ]         |
| septiembre-diciembre de 1965 | John Pulman | 25-22     | Rex Williams      | diferentes puntos de Sudáfrica | 142 de Williams | [ 8 ] [ 9 ]   |
| diciembre de 1965            | John Pulman | 39-12     | Fred Van Rensburg | diferentes puntos de Sudáfrica | —               | [ 8 ]         |
| abril de 1966                | John Pulman | 5-2       | Fred Davis        | St George's Hall (Liverpool)   | 85 de Davis     | [ 10 ] [ 11 ] |
| marzo de 1968                | John Pulman | 39-34     | Eddie Charlton    | Co-operative Hall (Bolton)     | 122 de Charlton | [ 12 ]        |